# Sonata cho dương cầm số 14 (Beethoven)
Sonata cho Dương cầm số 14 ở giọng Đô thăng thứ, nhịp điệu Quasi una fantasia, Op. 27, số 2, (hay còn được gọi là sonata ánh trăng) là một bản sonata dành cho piano của Ludwig van Beethoven. Nó được hoàn thành vào năm 1801 và dành tặng vào năm 1802 cho học trò của ông là nữ bá tước Giulietta Guicciardi. Bản nhạc này là một trong những sáng tác phổ biến nhất của Beethoven cho piano, và nó là một bản nhạc được yêu thích nhất ngay cả trong thời đại của ông. Beethoven viết Bản tình ca ánh trăng vào đầu những năm 30 tuổi, sau khi ông đã hoàn thành một số tác phẩm được giao; không có bằng chứng nào cho thấy anh ấy được giao viết bản sonata này. (Tạm thời)

## Cấu trúc
Bản sonata chứa đựng những ý tưởng ảo diệu không thường thấy ở những bản Sonata khác, đặc biệt là phần cuối cùng là một phần rất khó sáng tác, vì thế đây là một bản sonata có kiểu nhịp độ và định thể không chính thống (vào thời điểm bấy giờ các bản sonata thường bắt đầu với tiết điệu nhanh). Nhưng bản Sonata ánh trăng lại bắt đầu với thể Adagio, phần giữa với Allegretto, và phần cuối cùng là Presto agitato:
1. Adagio (cung Đô thăng thứ)
2. Allegretto (cung Rê giáng trưởng)
3. Presto agitato (cung Đô thăng thứ)

## Lịch sử sáng tác
Ludwig van Beethoven viết bản sonata này dành cho cô học sinh dương cầm 17 tuổi của ông Gräfin Giulietta Guicciardi (1784–1856) vào năm 1801 và sau khi ông mất vài năm thì bản sonate được nhà phê bình âm nhạc Ludwig Rellstab đặt cho cái tên phổ biến như bây giờ, ông đã so sánh bản nhạc với ánh trăng trên hồ Lucerne.
Suốt cuộc đời Beethoven, bản Sonata Ánh trăng là bản nhạc viết cho đàn dương cầm nổi tiếng nhất của ông, giá trị của nó thể hiện bởi sự tự do trong sáng tác và những cảm xúc kì diệu đầy lãng mạn.